# Chlamydophora tridentata
 Chlamydophora tridentata  Ehrenb. ex Less., 1832 è una specie di piante angiosperme dicotiledoni della famiglia delle Asteraceae, sottofamiglia Asteroideae,  tribù Anthemideae  (Mediterranean clade) e sottotribù Leucantheminae.  Chlamydophora tridentata è anche l'unica specie del genere  Chlamydophora  Ehrenb. ex Less., 1832.

## Etimologia
Il nome generico (Chlamydophora ) deriva dal greco e significa "...che porta un mantello".  L'epiteto specifico ( tridentata) indica che un componente della pianta ha tre denti.
Il nome scientifico della specie è stato definito dai botanici Gottfried Ehrenberg Christian (1795-1876) e Christian Friedrich Lessing (1809-1862) nella pubblicazione " Synopsis Generum Compositarum Earumque Dispositionis Novae Tentamen Monographiis Multarum Capensium Interjectis... Berolini [Berlin]" ( Syn. Gen. Compos. 266 () del 1832. Il nome scientifico del genere è stato definito nella stessa pubblicazione.

## Descrizione
Portamento. La specie di questa voce è un'erba annuale. L'indumento è assente.
Fusto. La parte aerea in genere è eretta, semplice o ramosa. 
Foglie. Le foglie sono disposte in modo alterno nella parte superiore, mentre alla base sono opposte. La lamina è intera o lobata (fino a 3-pennatosette). I bordi sono interi e la consistenza è succulenta.
Infiorescenza. Le sinflorescenze sono formate da capolini solitari. Le infiorescenze vere e proprie sono composte da un capolino terminale peduncolato di tipo discoide. I capolini sono formati da un involucro, con forme da emisferiche a meniscoidi, composto da diverse brattee, al cui interno un ricettacolo fa da base ai fiori di due tipi: fiori del raggio (qui mancanti) e fiori del disco. Le brattee, piatte, a consistenza erbacea, con margini scariosi colorati di bruno-rosso, sono disposte in modo più o meno embricato su più serie (da 3 a 4). Il ricettacolo, convesso, è privo di pagliette.
Fiori.  I fiori sono tetra-ciclici (formati cioè da 4 verticilli: calice – corolla – androceo – gineceo) e pentameri (calice e corolla formati da 5 elementi). Si distinguono in:
- fiori del raggio (esterni): sono assenti;
- fiori del disco (centrali): sono più numerosi con forme brevemente tubulose (attinomorfe); sono ermafroditi e fertili.

- Formula fiorale:

*/x K {\displaystyle \infty }, [C (5), A (5)], G 2 (infero), achenio
- Calice: i sepali del calice sono ridotti ad una coroncina di squame.

- Corolla: (solo fiori del disco) la forma è tubulare bruscamente divaricata in 4-5 lobi; i lobi, patenti o eretti, hanno una forma deltata o più o meno lanceolata; i colori sono giallo e rosso.

- Androceo: l'androceo è formato da 5 stami (alternati ai lobi della corolla) sorretti da filamenti generalmente liberi a forma di balaustra; gli stami sono connati e formano un manicotto circondante lo stilo. Le antere possono essere sia di tipo basifissa che medifissa. Il tessuto endoteciale (rivestimento interno dell'antera) non è polarizzato. Il polline è sferico con un diametro medio di circa 25 micron;  è tricolporato (con tre aperture sia di tipo a fessura che tipo isodiametrica o poro) ed è echinato (con punte sporgenti).

- Gineceo: l'ovario è infero uniloculare formato da 2 carpelli. Lo stilo (il recettore del polline) è profondamente bifido (con due stigmi divergenti) e con le linee stigmatiche marginali separate o contigue. I due bracci dello stilo hanno una forma troncata e possono essere papillosi o ricoperti da ciuffi di peli.

Frutti. I frutti sono degli acheni con sezione trasversale ellissoide, con 10 nervature o coste longitudinali e con apice arrotondato e ricoperto a una coroncina di squame (ma spesso la sommità è nuda). Nei solchi tra le coste sono presenti dei canali di resina e vari fasci vascolari mucillaginiferi.

## Biologia
Impollinazione: tramite insetti (impollinazione entomogama tramite farfalle diurne e notturne).

Riproduzione: la fecondazione avviene fondamentalmente tramite l'impollinazione dei fiori.

Dispersione: i semi cadono a terra e vengono dispersi soprattutto da insetti come formiche (disseminazione mirmecoria). Un altro tipo di dispersione è zoocoria: gli uncini delle brattee dell'involucro (se presenti) si agganciano ai peli degli animali di passaggio che portano così i semi anche su lunghe distanze. Inoltre per merito del pappo (se presente) il vento può trasportare i semi anche per alcuni chilometri (disseminazione anemocora).

## Distribuzione e habitat
La specie di questa voce è distribuita nel Mediterraneo orientale (sia in Europa che in Asia e Africa).

## Sistematica
La famiglia di appartenenza di questa voce (Asteraceae o Compositae, nomen conservandum) probabilmente originaria del Sud America, è la più numerosa del mondo vegetale, comprende oltre 23.000 specie distribuite su 1.535 generi, oppure 22.750 specie e 1.530 generi secondo altre fonti (una delle checklist più aggiornata elenca fino a 1.679 generi). La famiglia attualmente (2021) è divisa in 16 sottofamiglie; la sottofamiglia Asteroideae è una di queste e rappresenta l'evoluzione più recente di tutta la famiglia.

### Filogenesi
Il gruppo di questa voce è descritto nella tribù Anthemideae, una delle 21 tribù della sottofamiglia Asteroideae). In base alle ultime ricerche nella tribù sono stati individuati (provvisoriamente) 4 principali lignaggi (o cladi): "Southern hemisphere grade", "Asian-southern African grade", "Eurasian grade" e "Mediterranean clade". Il genere  Chlamydophora (insieme alla sottotribù Leucantheminae) è incluso nel Mediterranean clade..
I caratteri distintivi della specie  Chlamydophora tridentata sono:
- il portamento è erbaceo annuale;
- i capolini sono di tipo discoide;
- gli acheni hanno dei canali di resina scura tra le coste.

Il numero cromosomico della specie è: 2n = 18.
In base all'"orologio molecolare", questa specie ha iniziato a divergere circa 4,2 milioni di anni fa.

### Sinonimi
Sono elencati alcuni sinonimi per questa entità:
- Balsamita tridentata Delile
- Cotula tridentata  Benth. & Hook.f.
- Matricaria tridentata  Ball
- Plagius uliginosus  (Sm.) Lindl.
- Tanacetum uliginosum  Sm.